# Ермаков, Яков Яковлевич
Яков Яковлевич Ермаков — предприниматель, основатель купеческого рода Ермаковых.

## Биография
Яков Яковлевич Ермаков родился в 1791 году в крепостной крестьянской семье в селе Мещериново Коломенского уезда Московской губернии. Принадлежал графу Николаю Петровичу Шереметеву.
Судьба Я. Я. Ермакова похожа на судьбу многих предприимчивых крестьян у крупных землевладельцев: сначала оброк, приносивший какую-то долю личной свободы, потом, по мере скопления денег, рост личных доходов и приобретение известности. Она принесла Якову Яковлевичу должность бурмистра. Умелое управление небольшой вотчиной в родном селе Мещеринове выдвинуло его на более крупную: управляющим имением в Кусково. Он стал лично известен графу Николаю Петровичу, умершему в 1809 году, а позже его сыну Дмитрию Николаевичу и пользовался доверием последнего.
По-видимому, молодой граф благоволил Якову Яковлевичу, но «на волю» не пускал, говоря: «Что, ты хочешь от меня — откупиться? Чего, Яшка, требуешь? Ведь я тебя опекаю — подати плачу государству, с земли, на которой стоит твоя изба, я ни копейки не беру, разрешаю копить капиталы и иметь своё дело. Ты у меня как у Христа за пазухой. И не проси, и не надейся на волю!» Много раз происходил разговор на эту тему, граф крайне неохотно отпускал на волю своих крепостных.
1820 году граф дал Якову Яковлевичу «вольную». Получивши «вольную», Яков Яковлевич женится на Прасковье Ивановне.
За то время, пока Яков Яковлевич был крепостным, он вместе с братьями организовал фабрику по производству грубой шерстяной ткани. В дальнейшем они переоборудуют её в красильную фабрику. Фабрика по всей видимости располагалась в старой водяной мельнице в селе Мещеринове.
В дальнейшем Яков Яковлевич Ермаков перебирается в Москву и там организует ситцевую фабрику.
Дела у Якова Яковлевича шли достаточно хорошо, часть денег он жертвовал на благотворительность. Становится купцом 1-й гильдии.2 ноября 1850 года по указу Николая I «верноподданный наш московской первой гильдии купец Яков Ермаков представленными актами доказал право на потомственное почётное гражданство, то возведя оного московской первой гильдии купца Якова Ермакова с женой Прасковьей Ивановной и детьми их сыновьями:
1) Флором с женою Марией Власовной и детьми их сыновьями: Дмитрием, Павлом, Андреем и дочерью девицею Александрой Флоровыми,
2) Фёдором с женой Анной Андреевной и дочерьми их: Екатериной и Ольгой Фёдоровыми, и
3) Александром Яковлевым в сословие почётных граждан, всемилостивейшее повелеваем пользоваться ему, как и его потомству, всеми правами и преимуществами манифестом нашим сему сословию дарованным…»
Через 2 года умер средний сын — Фёдор.
В 1853 году Ермаков описал состояние своего дела:
«Произвожу здесь, в Москве, и разных российских городах и ярмарках торговлю бумажными, шерстяными и прочими товарами и имею здесь, в Москве, ситцевую фабрику, состоящую из Пресненской части 3-ого квартала в собственном доме, так же Московской губернии Коломенского уезда в селе Мещериново, на земле графа Шереметьева, ситцевую фабрику и миткалевую ткацкую контору, и во Владимирской губернии в городе Суздале миткалевую ткацкую контору» /Из заявления Я. Я. Ермакова от 21 октября 1853 года об основании торгового дома «Я. Ермаков с сыновьями»/.

Флор Яковлевич Ермаков

24 марта 1858 скончался его сын Александр Яковлевич, а 14 августа 1869 года — и сам глава фирмы Яков Яковлевич. Единственным наследником значительного состояния стал Флор Яковлевич, доживший свой век в громадном трёхэтажном доме около церкви Петра и Павла на Ново-Басманной улице (в советское время там находилась столовая, а на двух верхних этажах Центральный аптекарский склад). Вдвоём с женой Марьей Власовной и прислугой он жил в шестидесяти комнатах и жаловался, что живёт тесновато.
Флор Яковлевич много жертвовал на больницы, учреждал стипендии в учебных заведениях, выстроил богадельню в Сыромятниках, ночлежный дом в Орликовом переулке.